# HannStar Display Corporation
HannStar is een Taiwanees elektronicaconcern. Het bedrijf doet onderzoek naar, en produceert lcd-schermen en televisies. Het bedrijf gebruikt de volgende merknamen:
- HannStar (lcd-schermen)
- HannSpree (lcd-televisies)
- HannsG (lcd-schermen voor games)

## Naamsbekendheid
Vooral de merknaam HannSpree is bekend in Europa, doordat deze merknaam te zien is als sponsor van enkele motorsportteams.